# شهرستان ژووزی
شهرستان ژووزی (به لاتین: Zhuozi County) یک شهرستان‌های جمهوری خلق چین در چین است که در اولانکاب واقع شده‌است.